# ジェロニモ (曲)
ジェロニモは、GASTUNKの楽曲である。1986年、サードシングル「GERONIMO」として発売された。
特撮などがカバーした。

## cocobatカバー
1998年11月21日、cocobatのミニアルバム『TSUKIOOKAMI』に、「GERONIMO」として収録された。

## 特撮カバー
2000年9月27日、セカンドシングル「ジェロニモ」として発売された。前作「アベルカイン」より約8ヶ月ぶりのシングルリリースである。

### 収録曲
1. ジェロニモ
作詞：BAKI、BABY / 補作詞：大槻ケンヂ / 作曲：NAOKI / 編曲：特撮
2. ヌイグルマー 〜序章〜
作詞：大槻ケンヂ / 作曲：NARASAKI / 編曲：特撮
3. 戦え! ヌイグルマー
作詞：大槻ケンヂ / 作曲：NARASAKI / 編曲：特撮
4. ケテルビー (Single Version)
作詞：大槻ケンヂ、Albert Ketelbey / 作曲：NARASAKI、Albert Ketelbey / 編曲：特撮
5. ジェロニモ (Instrumental)

### 収録アルバム
| 曲名               | 収録アルバム                | 発売日         | 備考                  |
| ------------------ | --------------------------- | -------------- | --------------------- |
| ジェロニモ         | 『ヌイグルマー』            | 2000年10月25日 | 2ndオリジナルアルバム |
| ジェロニモ         | 『初めての特撮 BEST vol.1』 | 2002年11月21日 | ベストアルバム        |
| 戦え! ヌイグルマー | 『ヌイグルマー』            | 2000年10月25日 | 2ndオリジナルアルバム |

| スタブアイコン | サブスタブ | この項目は、まだ閲覧者の調べものの参照としては役立たない、シングルに関連した書きかけの項目です。この項目を加筆・訂正などしてくださる協力者を求めています（P:音楽/PJ:楽曲）。 |